# Тимофей (Негрепонтис)
Епи́скоп Тимофе́й (англ. Bishop Timothy, греч. Επίσκοπος Τιμόθεος, в миру Михаи́л Негрепо́нтис, греч. Μιχαήλ Νεγρεπόντης; 7 июня 1924, Афины — 11 декабря 1998, Афины) — епископ Константинопольской православной церкви, епископ Детройский в составе Американской архиепископии.

## Биография
Окончил богословский факультет Университета Аристотеля в Салониках.
7 марта 1950 года был рукоположён в сан диакона, а 10 марта 1952 года — в сан священника.
20 января 1974 года в Крестовоздвиженской часовне Греческой богословской семинарии святого Креста в Бруклайне, штат Массачусетс, хиротонисан в сан титулярного епископа Памфильского, викария архиепископа Американского Иакова (Кукузиса). При этом он был назначен руководить приходами Американской архиепископии в Южной Америке, кафедра их располагалась в Буэнос-Айресе, Аргентина.
В 1978 году епископ Тимофей был назначен управляющем Седьмого (Детройтского) архиепископийского округа в США, сменив на этом посту епископа Иакова (Гарматиса).
15 марта 1979 года арихиепископийские округа Американской архиепископии были преобразованы в самостоятельные епархии, при этом епископ Тимофей получил титул Детройского.
1 августа 1995 года ушёл на покой по болезни и вернулся в Грецию.
Скончался 11 декабря 1998 года в возрасте 74 лет в афинской больнице от осложнения, вызванного астмой.
15 декабря 1998 года в Успенской церкви Монастыря Кнсарианис состоялось его отпевание, которое возглавил митрополит Ново-Смирнский Агафангел. Похоронен на кладбище монастыря Кесариани.